# American Eagle (1988)
American Eagle (auch bekannt als: Untouchable Glory und Ninja Untouchables) ist ein Low-Budget-Actionfilm des Hongkong-Filmregisseurs Godfrey Ho aus dem Jahr 1988.

## Handlung
Die Sowjetunion beabsichtigt, eine geheime Militärbasis in Südostasien zu errichten und entsendet dazu eine Gruppe von KGB-Agenten unter der Führung von General Karpov. Die Vereinigten Staaten kontern dieses Vorhaben mit der Entsendung der beiden Vietnam-Veteranen und Elitesoldaten Brian O’Riley und White Tiger. Sie gehören dem geheimen US-Militärkommando American Force an, das darauf spezialisiert ist, Geheimoperationen feindlicher Staaten zu sabotieren.
Unterstützt werden O’Riley und White Tiger von den Unantastbaren, einer örtlichen Gruppe ziviler Widerstandskämpfer, die vom Ex-Polizisten Domingo angeführt wird. Gemeinsam gelingt es ihnen, den Bau der sowjetischen Militärbasis zu verhindern. In einem Endkampf gelingt es zudem O’Riley und White Tiger, General Karpov und seine Getreuen zu töten. Bei diesem Kampf kommt White Tiger jedoch ums Leben.

## Kritik
Der Film hat eine IMDB-Wertung von 4,2 bei 40 Bewertungen.

## Trivia
- Der Film wurde, wie die meisten von Godfrey Hos Filmen, im Cut-and-Paste-Verfahren gedreht, d. h. der größte Teil des Filmes besteht aus Aufnahmen aus einem anderen bereits vorhandenen und unveröffentlichten Film, und wurde durch eine neue Synchronisation im Sinn verändert und durch neu gedrehte Szenen erweitert